# Novo Horizonte do Sul
Novo Horizonte do Sul este un oraș în Mato Grosso do Sul (MS), Brazilia.